# Ferdinand Martini
Ferdinand Martini (wym. [ˈfɜrdɪˌnænd mɑrˈtini]; ur. 1 września 1870 w Monachium, zm. 23 grudnia 1930 w Berlinie) – niemiecki aktor filmowy i teatralny. W latach 1918–1930 wystąpił w 50 produkcjach fabularnych. W 1925 i 1927 dwukrotnie zagrał u angielskiego reżysera Alfreda Hitchcocka (Ogród rozkoszy i Orzeł z gór).

## Życiorys
Karierę w teatrze rozpoczął w 1890 w Bad Reichenhall w Bawarii. Przez lata występował na scenach w Bremie, Pradze, Norymberdze i Monachium. Grywał głównie w teatralnych adaptacjach utworów Ludwiga Anzengrubera i Ferdinanda Raimunda. W 1918 zadebiutował w filmie. Występował przeważnie w drobnych rolach w niemych komediach i dreszczowcach.
Zmarł w wyniku strzelaniny w Berlinie 23 grudnia 1930, w wieku 60 lat. Jego syn Otto Martini (1902–1979) był operatorem filmowym, podobnie jak wnuk Ronald Martini, który realizował między innymi filmy dokumentalne.

## Wybrana filmografia
Opracowano na podstawie materiału źródłowego:

- 1920: The Monastery’s Hunter
- 1921: Night of the Burglar
- 1922: The Favourite of the Queen
- 1922: Nathan the Wise
- 1923: Maciste and the Chinese Chest
- 1924: Two People
- 1924: Helena Trojańska
- 1924: The Path to God
- 1924: Hunted Men
- 1925: Reluctant Imposter
- 1925: Written in the Stars
- 1925: Ogród rozkoszy
- 1925: A Song from Days of Youth
- 1925: Mrs Worrington’s Perfume
- 1925: The Shot in the Pavilion
- 1925: Hidden Fires
- 1925: Your Desire Is Sin
- 1926: The Seventh Son
- 1926: The Hunter of Fall
- 1927: Orzeł z gór
- 1928: The Foreign Legionnaire
- 1928: Restless Hearts
- 1928: Behind Monastery Walls
- 1928: The Women’s War
- 1929: When the White Lilacs Bloom Again
- 1929: The Eccentric